# Feel the Love/Merry-Go-Round
Feel the Love/Merry-Go-Round è il 51º (53º in totale) singolo della cantante giapponese Ayumi Hamasaki, pubblicato il 25 dicembre 2013 nei formati: CD, CD+DVD, CD+DVD (edizione speciale TeamAyu) e Music Card (in tre versioni: "Feel the Love/Merry-Go-Round", "ayupan Xmas", "ayupan New Year").
Feel the Love è stata utilizzata come sigla per lo show musicale Countdown TV e in uno spot pubblicitario per H.I.S. Christmas Fair.

## Tracce
CD
1. Feel the Love (Original Mix) – 5:19 (Ayumi Hamasaki, Tetsuya Komuro)
2. Merry-Go-Round (Original Mix) (Ayumi Hamasaki, m-flo)
3. Feel the Love (DJ Hello Kitty Remix – 5:26 (Ayumi Hamasaki, Tetsuya Komuro)
4. Feel the Love (Blasterjaxx Remix) – 5:30 (Ayumi Hamasaki, Tetsuya Komuro)
5. Feel the Love (Instrumental) – 5:19 (Tetsuya Komuro)
6. Merry-Go-Round (Instrumental) – 5:09 (m-flo)

DVD
1. Feel the Love (Videoclip) – 5:19
2. Merry-Go-Round (Videoclip) – 5:09

Tracce Bonus DVD (edizione TeamAyu)
1. A interview

## Classifiche
| Classifica                         | Posizione raggiunta |
| ---------------------------------- | ------------------- |
| Giappone (Billboard Japan Hot 100) | 7                   |
| Giappone (Oricon Daily Chart)      | 3                   |
| Giappone (Oricon Weekly Chart)     | 5                   |
| Taiwan (G-Music J-Pop Chart)       | 3                   |

## Date di pubblicazione
| Nazione  | Data             | Formato | Catalogo                                                            | Etichetta   |
| -------- | ---------------- | --- | ------------------------------------------------------------------- | ----------- |
| Giappone | 25 dicembre 2013 | CD CD+DVD edizione TeamAyu Music Card, vers. Feel the love/Merry-go-round Music Card, vers. Ayupan Xmas Music Card, vers. Ayupan New Year | AVCD-48776 AVCD-48775/B AVCD-48886 AQZ1-76128 AQZ1-76129 AQZ1-76130 | Avex Trax   |
| Taiwan   | 2 gennaio 2014   | CD CD+DVD | AVJSG40735 AVJSG40735/A                                             | Avex Taiwan |